# 三保薑
三保薑，是台灣民間傳說中生長在今高雄大、小崗山上的神秘植物，據說有醫治百病的能力，但沒有人能找到。

## 傳說
傳說中和鄭和多次下西洋的太監王景弘（王三保）曾經來到台灣並在崗山上種下了三保薑。雖然三保薑可以治癒百病，但只要有意去找三保薑，就絕對無法找到，據說過去有個樵夫曾經偶然發現三保薑，並且在發現的位置留下記號想明天再來找，卻再也找不到了。